# Sunan-guyŏk
Sunan-guyŏk é uma das 19 regiões administrativas de Pyongyang, capital da Coreia do Norte.
O Aeroporto Internacional de Sunan localiza-se neste distrito.
A Air Koryo está sediada no distrito de Sunan.

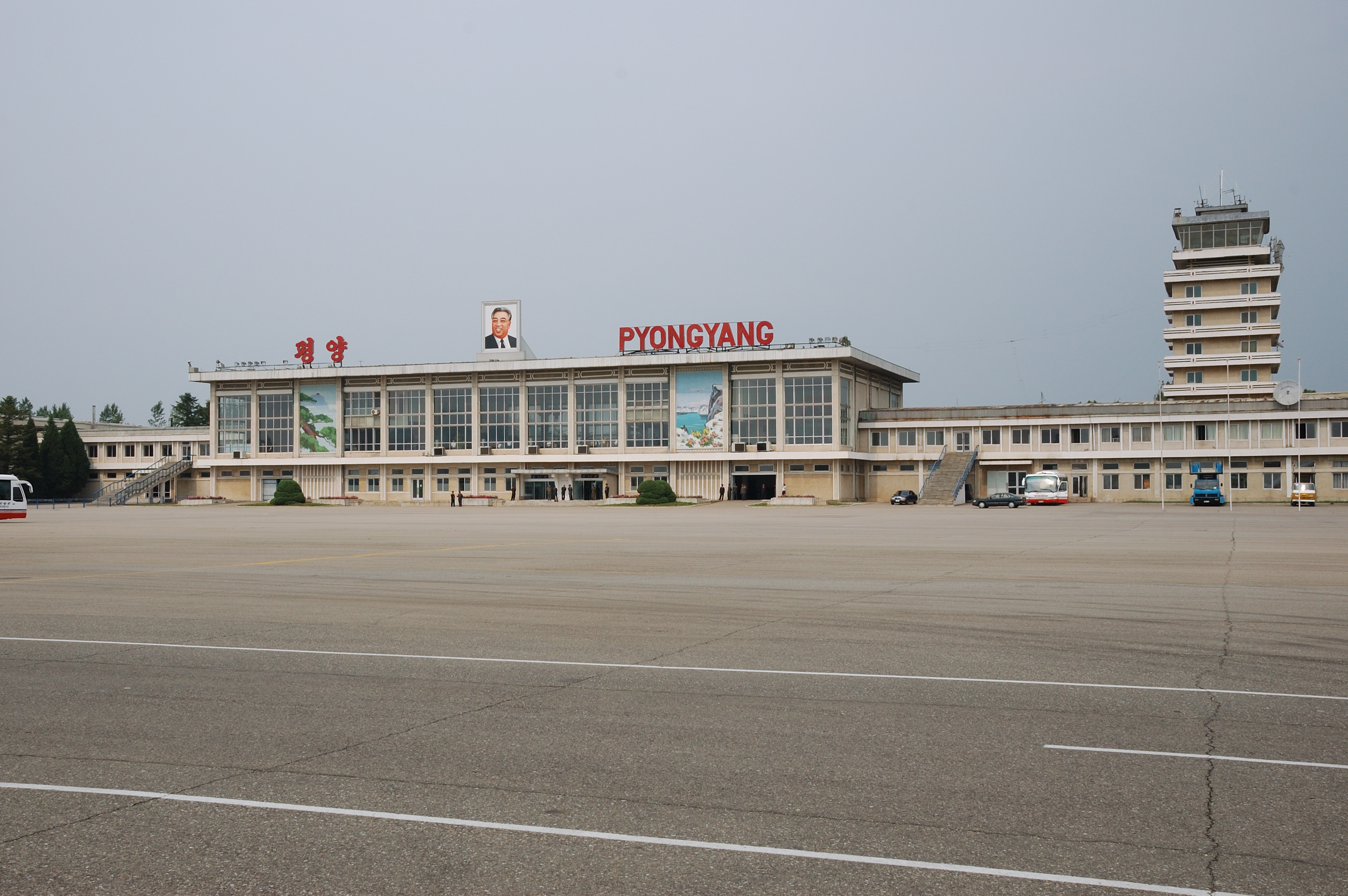
Aeroporto Internacional de Sunan